# Konwencja wiedeńska o ruchu drogowym

Ciemnozielone – podpisano i ratyfikowano; jasnozielone – przystąpiono lub odziedziczono; pomarańczowe – tylko sygnatariusze

Konwencja wiedeńska o ruchu drogowym – umowa międzynarodowa określająca ogólne zasady ruchu drogowego obowiązujące w krajach będących jej sygnatariuszami.
Konwencja ta została sporządzona 8 listopada 1968 roku w Wiedniu. Rada Państwa PRL ratyfikowała tę konwencję 1 czerwca 1984 roku. Konwencja ta została opublikowana w Dzienniku Ustaw (Dz.U. z 1988 r. nr 5, poz. 40) 24 lutego 1988 pod nazwą: Konwencja o ruchu drogowym, sporządzona w Wiedniu dnia 8 listopada 1968 r. Spisana w językach miarodajnych angielskim, chińskim, francuskim, hiszpańskim i rosyjskim (art. 56), depozytariuszem jest Sekretarz Generalny ONZ (art. 45), spory roztrzyga Międzynarodowy Trybunał Sprawiedliwości (art. 52). Weszła w życie 	
21 maja 1977. Konwencja ta, jak dotąd, nie została przez Polskę wypowiedziana, mimo że polskie Prawo o ruchu drogowym nie spełnia kilku ustaleń Konwencji.

## Różnice między Konwencją aPrawem o ruchu drogowym

### Ruch pieszych
Do czasu wprowadzenia zmian w zakresie zachowania na przejściach dla pieszych w 2021 roku można było zauważyć większe różnice w regulacjach dotyczących ruchu pieszych w Konwencji i polskiej ustawie. Art. 21 Konwencji stwierdza:
jeżeli ruch pojazdów na tym przejściu nie jest kierowany sygnałami świetlnymi ruchu lub przez funkcjonariusza kierującego ruchem, kierujący powinni zbliżać się do tego przejścia na drodze tylko z odpowiednio zmniejszoną szybkością, aby nie narażać na niebezpieczeństwo pieszych, którzy znajdują się na przejściu na drodze lub zbliżają sie do niego („about to use” to czas przyszły, polskie wchodzenie to czas teraźniejszy); w razie potrzeby powinni zatrzymać się w celu przepuszczenia pieszych.
Art. 20 Konwencji zawiera przepis dotyczący przejść dla pieszych o ruchu niekierowanym: „piesi nie powinni wchodzić na jezdnię bez uwzględnienia odległości i szybkości zbliżających się pojazdów”.
Polskie prawo nakazuje kierowcom zbliżającym się do przejścia dla pieszych „zachować szczególną ostrożność” (art. 26 ust. 1), „zmniejszyć prędkość tak, aby nie narazić na niebezpieczeństwo pieszych znajdujących się w tych miejscach lub na nie wchodzących” (do 2021 roku ten przepis zawarty był jedynie w rozporządzeniu ws. znaków i sygnałów drogowych, a nie ustawie Prawo o ruchu drogowym) i „ustąpić pierwszeństwa pieszym znajdującym się na przejściu albo wchodzącemu na to przejście” (art. 26 ust. 1 – druga część zacytowanego przepisu została dodana w 2021 roku do ustawy PRD, czym spowodowała, że różnice między ustawą a Konwencją w tej materii zniknęły). Jednocześnie, zabrania się pieszym „wchodzenia na jezdnię bezpośrednio przed jadący pojazd” (art. 14 pkt 1 lit. a).

### Ochrona rowerzystów
Art. 16 ust. 2 Konwencji stanowi:
Podczas wykonywania manewru zmiany kierunku ruchu kierujący – nie naruszając postanowień artykułu 21 niniejszej konwencji dotyczących pieszych – jest obowiązany przepuścić pojazdy jadące z przeciwnego kierunku na jezdni, którą zamierza opuścić, oraz rowery i motorowery jadące po drogach dla rowerów, przecinających jezdnię, na którą zamierza wjechać.
W Polsce nowelizacją z dnia 1 kwietnia 2011 (Dz.U. z 2011 r. nr 92, poz. 530) dodano do ustawy – Prawo o ruchu drogowym art. 27 ust. 1a:
Kierujący pojazdem, który skręca w drogę poprzeczną, jest obowiązany zachować szczególną ostrożność i ustąpić pierwszeństwa rowerzyście jadącemu na wprost po jezdni, pasie ruchu dla rowerów, drodze dla rowerów lub innej części drogi, którą zamierza opuścić.
Co dostosowało polskie prawo do przepisów Konwencji po niemal 10-letniej niezgodności wynikającej z usunięcia nowelizacją z dnia 6 września 2001 (Dz.U. z 2001 r. nr 129, poz. 1444) z ustawy – Prawo o ruchu drogowym art. 27 ust. 2:
Kierujący pojazdem, który skręca w drogę poprzeczną, jest obowiązany ustąpić pierwszeństwa rowerowi jadącemu po drodze (ścieżce) dla rowerów, przebiegającej przez jezdnię drogi, na którą wjeżdża.

### Sygnalizowanie manewrów
Art. 14 ust. 3 Konwencji stanowi:
Przed skręceniem lub przed wykonaniem manewru związanego ze zjechaniem w bok każdy kierujący powinien odpowiednio wyraźnie i dostatecznie wcześnie zasygnalizować swój zamiar za pomocą kierunkowskazu lub kierunkowskazów swojego pojazdu (...).
Natomiast polskie Prawo o ruchu drogowym ogranicza sygnalizowanie manewrów tylko do zmiany pasa ruchu lub kierunku jazdy (art. 22 ust. 5):
Kierujący pojazdem jest obowiązany zawczasu i wyraźnie sygnalizować zamiar zmiany kierunku jazdy lub pasa ruchu oraz zaprzestać sygnalizowania niezwłocznie po wykonaniu manewru.
Określony w ustawie brak obowiązku sygnalizowania manewrów związanych ze zjechaniem w bok może powodować potencjalne zagrożenia przy np.:
- zatrzymywaniu pojazdu przy prawej krawędzi jezdni i włączaniu się do jazdy po takim zatrzymaniu przy poruszaniu się tym samym pasem ruchu,
- wyprzedzaniu pojazdów lub uczestników ruchu przy poruszaniu się tym samym pasem ruchu.

### Definicja skrzyżowania
Art. 1 pkt Konwencji stanowi:
określenie „skrzyżowanie” oznacza każde przecięcie się dróg na jednym poziomie, ich połączenie lub rozwidlenie, łącznie z placami utworzonymi przez takie przecięcia, połączenia lub rozwidlenia;
Natomiast polskie Prawo o ruchu drogowym ogranicza liczbę skrzyżowań, wyliczając niektóre kategorie dróg, których połączenie nie tworzy skrzyżowań w świetle ustawodawstwa krajowego:
skrzyżowanie – część drogi będącą połączeniem dróg albo jezdni jednej drogi w jednym poziomie, z wyjątkiem połączenia drogi o nawierzchni twardej z drogą o nawierzchni gruntowej lub z drogą wewnętrzną; (art. 2 pkt 10)
Należy zwrócić szczególną uwagę na drogi wewnętrzne, które nie muszą być oznakowane, a często optycznie nie różnią się od drogi gminnej, z którą się łączą. W praktyce oznacza to, że pierwszeństwo na takim „połączeniu” ma zawsze pojazd poruszający się drogą gminną. Dodatkowo znaki ustawione przed takim „połączeniem” nie są odwoływane (są wyjątki opisane w przepisach wykonawczych – Rozporządzenie Ministra Infrastruktury w sprawie szczegółowych warunków technicznych dla znaków i sygnałów drogowych oraz urządzeń bezpieczeństwa ruchu drogowego i warunków ich umieszczania na drogach).

## Aspekty praktyczne działania Konwencji
Należy zauważyć, że w Polsce, w przypadku kolizji przepisów ustawy Prawo o ruchu drogowym i Konwencji wiedeńskiej, pierwszeństwo mają przepisy Konwencji. Wynika to z faktu, że Konwencja została ratyfikowana przez Radę Państwa PRL w 1984 r., więc zgodnie z art. 241 ust. 1 Konstytucji RP uważa się ją za umowę międzynarodową ratyfikowaną za zgodą wyrażoną w ustawie. Umowa taka zgodnie z art. 91 ust. 1 Konstytucji ma pierwszeństwo przed ustawą.
Z punktu widzenia prawa międzynarodowego każda umowa międzynarodowa wiąże państwo w takim samym stopniu (niezależnie od wewnątrzkrajowych systemów ratyfikacji), to jednym z wymiarów praktycznych Konwencji jest to, że policja drogowa nie ma prawa nakładania mandatu na kierowców samochodów zagranicznych, wyposażonych zgodnie z wykazem wynikającym z rodzimego prawa o ruchu drogowym, ale niewystarczająco z punktu widzenia kraju, przez który przejeżdżają. W szczególności na przykład policja niemiecka nie może w Niemczech karać polskich kierowców za brak lub nieodpowiednio wyposażoną apteczkę samochodową (w Polsce jest ona zalecana, ale nieobowiązkowa, natomiast pojazdy zarejestrowane w Niemczech muszą ją mieć i to wyposażoną w ściśle określone środki medyczne), a polska policja w Polsce – kierowców niemieckich za brak gaśnicy, która w Niemczech nie jest obowiązkowa.
Należy także zauważyć, że zgodnie z art. 37 Konwencji pojazd korzystający z jej ochrony powinien posiadać „znak wyróżniający państwa, w którym jest zarejestrowany”. Zgodnie z załącznikiem nr 3 „Znak wyróżniający, wymieniony w art. 37 Konwencji, powinien składać się z jednej do trzech dużych liter alfabetu łacińskiego. Litery powinny mieć wysokość co najmniej 0,08 m (3,1 cala); szerokość kreski tych liter powinna wynosić co najmniej 0,01 m (0,4 cala). Litery powinny być koloru czarnego, wymalowane na białym tle mającym formę elipsy, której dłuższa oś powinna być pozioma”, a także „Znak wyróżniający nie powinien być włączony do numeru rejestracyjnego lub umieszczony w taki sposób, że mogłoby to prowadzić do pomylenia go z numerem rejestracyjnym lub zmniejszać jego czytelność”.

## Sygnatariusze – państwa, które ratyfikowały Konwencję
Aktualny wykaz znajduje się na stronie: Europejskiej Komisji Gospodarczej (UNECE). Konwencję ratyfikowały państwa:
- Republika Południowej Afryki
- Republika Algeria
- Republika Albanii
- Republika Austrii
- Wspólnota Bahamów
- Królestwo Bahrajnu
- Republika Białorusi
- Królestwo Belgii
- Bośnia i Hercegowina
- Federacyjna Republika Brazylii
- Republika Bułgarii
- Republika Chorwacji
- Republika Czeska
- Królestwo Danii
- Republika Estońska
- Republika Filipin
- Republika Finlandii
- Republika Francuska
- Republika Grecka
- Gruzja
- Kooperacyjna Republika Gujany
- Islamska Republika Iranu
- Państwo Izrael
- Serbia i Czarnogóra
- Republika Kazachstanu
- Demokratyczna Republika Konga
- Republika Kuby
- Państwo Kuwejt
- Republika Litewska
- Wielkie Księstwo Luksemburga
- Republika Łotewska
- Republika Macedonii Północnej
- Królestwo Marokańskie
- Republika Mołdawii
- Księstwo Monako
- Mongolia
- Republika Federalna Niemiec
- Republika Nigru
- Królestwo Norwegii
- Islamska Republika Pakistanu
- Federacja Rosyjska
- Rumunia
- Republika San Marino
- Republika Senegalu
- Republika Seszeli
- Republika Słowacka
- Republika Słowenii
- Konfederacja Szwajcarska
- Królestwo Szwecji
- Republika Środkowoafrykańska
- Republika Tadżykistanu
- Republika Tunezyjska
- Turkmenistan
- Ukraina
- Wschodnia Republika Urugwaju
- Republika Uzbekistanu
- Republika Węgierska
- Republika Włoska
- Republika Wybrzeża Kości Słoniowej
- Republika Zimbabwe
- Wielka Brytania
- Wietnam.